# Дифенбах о Вал
Дифенбах о Вал (фр. Dieffenbach-au-Val) насеље је и општина у источној Француској у региону Алзас, у департману Доња Рајна која припада префектури Селестат Ерштајн.
По подацима из 2011. године у општини је живело 614 становника, а густина насељености је износила 208,14 становника/km². Општина се простире на површини од 2,95 km². Налази се на средњој надморској висини од 300 метара (максималној 560 m, а минималној 233 m).

## Демографија
| 1962. | 1968. | 1975. | 1982. | 1990. | 1999. | 2011. |
| ----- | ----- | ----- | ----- | ----- | ----- | ----- |
| 387   | 417   | 506   | 504   | 559   | 582   | 614   |

График промене броја становника у току последњих година